# Eccellenza Puglia 2012-2013
Il campionato italiano di calcio di Eccellenza regionale 2012-2013 è il ventiduesimo organizzato in Italia. Rappresenta il sesto livello del calcio italiano.
Questo è il girone organizzato dal comitato regionale Puglia.

## Aggiornamenti
- L'A.S. Calcio Fasano non si è iscritta al campionato di Eccellenza 2012-2013; è stata quindi sostituita dalla nuova "U.S.D. Città di Fasano", ammessa in Seconda Categoria pugliese.
- L'A.S.D. Libertas Noicattaro non si è iscritta al campionato di Eccellenza Puglia 2012-13, cedendo il titolo sportivo a un'altra società che lo ha rinominato "A.S.D. Libertas Molfetta". La compagine del Noicattaro si è quindi unita a quella della Puglia Sport Altamura, rinominatasi "A.S.D. Puglia Sport Noicattaro" che giocherà il campionato di Promozione Puglia 2012-2013.
- L'A.S.D. San Paolo Bari ha cambiato denominazione in "A.S.D. Quartieri Uniti Bari".

## Squadre partecipanti
| Club                 | Città                 |
| -------------------- | --------------------- |
| Atletico Corato      | Corato (BA)           |
| Atletico Mola        | Mola di Bari (BA)     |
| Atletico Tricase     | Tricase (LE)          |
| Atletico Vieste      | Vieste (FG)           |
| Audace Cerignola     | Cerignola (FG)        |
| Copertino            | Copertino (LE)        |
| Gallipoli            | Gallipoli (LE)        |
| Libertas Molfetta    | Molfetta (BA)         |
| Manduria             | Manduria (TA)         |
| Manfredonia          | Manfredonia (FG)      |
| Polimnia             | Polignano a Mare (BA) |
| Pro Italia Galatina  | Galatina (LE)         |
| Quartieri Uniti Bari | Bari                  |
| Real Racale          | Racale (LE)           |
| San Severo           | San Severo (FG)       |
| Terlizzi             | Terlizzi (BA)         |

## Classifica
|  | Pos. | Squadra              | Pt | G  | V  | N  | P  | GF | GS | DR  |
|  | ---- | -------------------- | -- | -- | -- | -- | -- | -- | -- | --- |
|  | 1.   | San Severo           | 62 | 30 | 19 | 5  | 6  | 63 | 31 | +32 |
|  | 2.   | Libertas Molfetta    | 61 | 30 | 17 | 10 | 3  | 46 | 24 | +22 |
|  | 3.   | Manfredonia          | 54 | 30 | 16 | 6  | 8  | 63 | 32 | +31 |
|  | 4.   | Audace Cerignola     | 54 | 30 | 17 | 3  | 10 | 50 | 39 | +11 |
|  | 5.   | Terlizzi             | 52 | 30 | 15 | 7  | 8  | 36 | 29 | +7  |
|  | 6.   | Atletico Mola        | 49 | 30 | 14 | 7  | 9  | 49 | 36 | +13 |
|  | 7.   | Gallipoli            | 47 | 30 | 11 | 14 | 5  | 41 | 31 | +10 |
|  | 8.   | Copertino            | 46 | 30 | 12 | 10 | 8  | 41 | 22 | +19 |
|  | 9.   | Atletico Vieste      | 38 | 30 | 10 | 8  | 12 | 42 | 39 | +3  |
|  | 10.  | Polimnia             | 36 | 30 | 8  | 12 | 10 | 35 | 39 | -4  |
|  | 11.  | Pro Italia Galatina  | 36 | 30 | 8  | 12 | 10 | 33 | 41 | -8  |
|  | 12.  | Quartieri Uniti Bari | 34 | 30 | 8  | 10 | 12 | 42 | 47 | -5  |
|  | 13.  | Corato               | 28 | 30 | 6  | 10 | 14 | 31 | 46 | -15 |
|  | 14.  | Manduria             | 23 | 30 | 5  | 8  | 17 | 21 | 40 | -19 |
|  | 15.  | Atletico Tricase     | 21 | 30 | 4  | 9  | 17 | 20 | 50 | -30 |
|  | 16.  | Real Racale (-3)     | 8  | 30 | 2  | 5  | 23 | 18 | 85 | -67 |

- Per approfondire sui ripescaggi, le penalizzazioni e le altre variazioni che hanno modificato alcuni verdetti, vedi la sezione "Aggiornamenti" nelle voci Eccellenza Puglia 2013-2014 e Promozione Puglia 2013-2014.

Legenda:
      Promosso in Serie D 2013-2014.
 Ammesso ai Play-Off o ai Play-Out.
      Retrocesso in Promozione Puglia 2013-2014.
 Promozione diretta.
 Retrocessione diretta.
Note:
Tre punti a vittoria, uno a pareggio, zero a sconfitta.
Il Manfredonia poi vince i Play-off nazionali.
L'Atletico Tricase retrocesso direttamente (senza disputare i Play-out) a causa del distacco dal 12º posto superiore a 9 punti.
Il Real Racale è stato penalizzato con la sottrazione di 3 punti in classifica.

## Tabellone risultati
|                      | ATL | ATL | ATL | ATL | AUD | COP | GAL | LIB | MAN | MAN | POL | PRO | QUA | REA | SAN | TER |
| Atletico Corato      |     | 1-1 | 2-1 | 0-0 | 1-0 | 0-3 | 1-1 | 0-1 | 1-1 | 2-3 | 0-0 | 1-1 | 2-3 | 1-0 | 1-3 | 0-1 |
| Atletico Mola        | 2-3 |     | 1-1 | 1-1 | 3-2 | 3-1 | 3-1 | 1-1 | 1-0 | 4-0 | 1-1 | 2-0 | 4-0 | 2-0 | 1-1 | 0-1 |
| Atletico Tricase     | 1-1 | 0-2 |     | 0-0 | 1-0 | 0-6 | 0-0 | 0-1 | 1-0 | 1-1 | 3-1 | 0-0 | 0-1 | 1-1 | 2-1 | 2-2 |
| Atletico Vieste      | 3-1 | 3-1 | 2-1 |     | 2-2 | 2-1 | 1-4 | 1-3 | 4-0 | 0-3 | 1-1 | 3-1 | 0-0 | 6-0 | 0-1 | 2-0 |
| Audace Cerignola     | 1-2 | 1-1 | 4-1 | 1-0 |     | 2-1 | 0-0 | 2-0 | 4-1 | 2-1 | 2-0 | 5-0 | 2-1 | 3-0 | 2-1 | 1-0 |
| Copertino            | 1-0 | 0-1 | 1-0 | 0-3 | 3-1 |     | 0-0 | 1-2 | 1-0 | 1-0 | 5-0 | 1-1 | 3-0 | 6-0 | 0-0 | 0-1 |
| Gallipoli            | 5-1 | 3-2 | 3-2 | 2-1 | 2-1 | 1-1 |     | 1-2 | 1-1 | 0-0 | 2-0 | 0-0 | 2-1 | 4-1 | 1-0 | 0-0 |
| Libertas             | 0-0 | 3-0 | 3-0 | 2-0 | 2-0 | 0-0 | 2-2 |     | 1-0 | 1-0 | 1-1 | 3-1 | 1-1 | 1-1 | 1-4 | 0-0 |
| Manduria             | 0-0 | 0-2 | 1-0 | 1-1 | 0-2 | 1-1 | 1-0 | 0-1 |     | 0-2 | 1-1 | 3-1 | 1-0 | 4-1 | 1-2 | 2-3 |
| Manfredonia          | 3-2 | 5-0 | 4-0 | 3-1 | 9-0 | 0-0 | 3-0 | 0-1 | 1-0 |     | 3-3 | 2-2 | 3-3 | 4-0 | 3-1 | 2-0 |
| Polimnia             | 4-2 | 0-1 | 2-0 | 1-0 | 0-1 | 1-1 | 1-1 | 1-2 | 0-0 | 0-1 |     | 1-1 | 3-1 | 2-0 | 1-0 | 2-0 |
| Pro Italia Galatina  | 1-0 | 1-0 | 1-0 | 1-1 | 2-1 | 0-1 | 1-2 | 2-2 | 1-0 | 3-2 | 0-0 |     | 0-0 | 5-0 | 2-2 | 0-2 |
| Quartieri Uniti Bari | 1-1 | 2-1 | 6-2 | 3-1 | 3-4 | 1-1 | 1-1 | 1-1 | 2-0 | 0-2 | 2-0 | 0-0 |     | 3-0 | 2-3 | 1-2 |
| Real Racale          | 2-1 | 0-4 | 0-0 | 1-2 | 0-3 | 0-1 | 1-1 | 1-5 | 0-0 | 1-2 | 0-5 | 2-5 | 2-1 |     | 2-4 | 0-3 |
| San Severo           | 2-0 | 3-2 | 2-0 | 2-0 | 2-0 | 2-0 | 2-0 | 1-2 | 3-1 | 3-1 | 6-2 | 4-0 | 2-2 | 3-0 |     | 3-2 |
| Terlizzi             | 1-4 | 1-2 | 1-0 | 2-1 | 0-1 | 0-0 | 1-1 | 2-1 | 2-1 | 1-0 | 1-1 | 1-0 | 3-0 | 3-2 | 0-0 |     |

## Play-off

### Semifinali
| Squadra 1         | Risultato | Squadra 2        |
| ----------------- | --------- | ---------------- |
| 12 maggio 2013    |           |                  |
| Libertas Molfetta | 2 - 3     | Terlizzi         |
| Manfredonia       | 2 - 1     | Audace Cerignola |

### Finale
| Squadra 1      | Risultato | Squadra 2 |
| -------------- | --------- | --------- |
| 19 maggio 2013 |           |           |
| Manfredonia    | 2 - 2     | Terlizzi  |

## Play-out

### Semifinali
| Squadra 1       | Risultato | Squadra 2 |
| --------------- | --------- | --------- |
| 12 maggio 2013  |           |           |
| Atletico Corato | 1 - 2     | Manduria  |

### Eventuale Finale Salvezza
Lo spareggio tra Quartieri Uniti Bari e Manduria è stata disputata come eventuale finale salvezza nel caso in cui fosse retrocesso il Nardò dalla Serie D.
| Squadra 1            | Risultato | Squadra 2 |
| -------------------- | --------- | --------- |
| 19 maggio 2013       |           |           |
| Quartieri Uniti Bari | 3 - 0     | Manduria  |